# Вастсе-Рооза
В́астсе-Ро́оза (эст. Vastse-Roosa) — деревня в волости Рыуге уезда Вырумаа, Эстония.
До реформы местных самоуправлений Эстонии 2017 года входила в состав волости Мынисте (упразднена). 

## География и описание
Расположена в низовьях реки Вайдва у шоссе Мынисте—Апе. У деревни река перекрыта запрудой, у которой сохранились остатки старинной мельницы (построена в 1909 году).
Климат умеренный. Официальный язык — эстонский. Почтовые индексы: 66013, 66016. Высота над уровнем моря — 86 метров.

## Население
По данным переписи населения 2021 года, в Вастсе-Рооза проживали 37 человек, из них 34 (97,1 %) — эстонцы.
По данным переписи населения 2011 года, в деревне проживали 39 человек, из них 38 (97,4 %) — эстонцы.
Численность населения деревни Вастсе-Рооза по данным переписей населения:
| Год  | 1959 | 1970  | 1979 | 1989 | 2000 | 2011 | 2021 |
| ---- | ---- | ----- | ---- | ---- | ---- | ---- | ---- |
| Чел. | 184* | ↘ 142 | ↘ 95 | ↘ 56 | ↘ 37 | ↗ 39 | ↘ 37 |

* В т. ч. деревни Бородино, Пераяре и Сууретамме
Численность населения деревень Бородино, Пераяре и Сууретамме по данным переписей населения:
| Деревня / год | 1959 | 1979 |
| ------------- | ---- | ---- |
| Бородино      | 49   | ↘ 21 |
| Пераярве      | 8    | → 8  |
| Сууретамме    | 7    | ↘ 2  |

## История
В шведский период над месте современной деревни Вастсе-Рооза располагались хутора Керро (Kerro), принадлежавшие мызе Менцен (нем. Menzen, Мынисте, эст. Mõniste mõis). В источниках 1798 года здесь упоминаются деревня и мельница Керрометс (эст. Kerromets). Это старинное название в изменённом виде сохранилось до наших дней как название леса (Креоласы (Kreolasõ) или Креолаан (Kreolaan)). В XVIII веке на месте хуторов была основана скотоводческая мыза Катариненхоф (нем. Catharinenhof, Кадрина, эст. Kadrina mõis, Katrinasmoise в старолатышском написании), принадлежавшая мызе Менцен. Название Кадрина использовалось в просторечии в начале XIX века, позже оно исчезло из обращения. 
В период с 1795 по 1811 год скотоводческая мыза была выделена в отдельное поместье Ней-Розен (нем. Neu-Rozenhof, Вастсе-Рооза, эст. Vastse-Roosa mõis). Земли для создания Ней-Розен были выделены от мызы Розенгоф (нем. Rozenhof, Вана-Рооза, эст. Vana-Roosa mõis, на военно-топографических картах Российской империи (1846—1880 годы), в состав которой входила Лифляндская губерния, мыза обозначена как мз. Розенхоф), владения которой в шведский период, а затем и позже, на территории современной Латвии, простирались вплоть до хуторов Даушкан близ города Апе. Уже тогда эстонцы Вана-Рооза относились к общине Рыуге, а латыши — к общине Опукална (латыш. Apekalns). Для Вастсе-Рооза была отведена самая южная часть этих хуторов — от Тсиамяэ до Даушкана. Большинство жителей новой мызы оказались латышскоязычными, но сама мыза занимала первоначальные земли мызы Менцен и кихельконда (прихода) Харгла (т. е. находилась на территории современной Эстонии). 
В 1920-х годах на землях национализированной в ходе земельной реформы мызы Ней-Розенгоф было основано поселение Вастсе-Рооза, в 1977 году получившее официальный статус деревни.
В 1977 году к Вастсе-Рооза были присоединены эстонские деревни Бородино, Пераярве ( Perajärve, также  Peräjärve) и Сууретамме (Suuretamme, также Suurõtammõ).

## Инфраструктура
В деревне, у шоссе Мынисте—Апе, работает магазин и летнее кафе.

## Достопримечательности
- Парк и строения бывшей мызы Ней-Розен;
- старинная водяная мельница;
- здание бывшей начальной школы в стиле функционализма (1936 г., инженер Ханс Кылль (Hans Kõll)[16]). На стене здания в 1999 году была открыта мемориальная доска директору школы и общественному деятелю Теодору Петаю (Theodor Petai);
- хутор Метсавенна;
- эстонско-латвийское кладбище.

## Галерея

Деревня Вастсе-Рооза
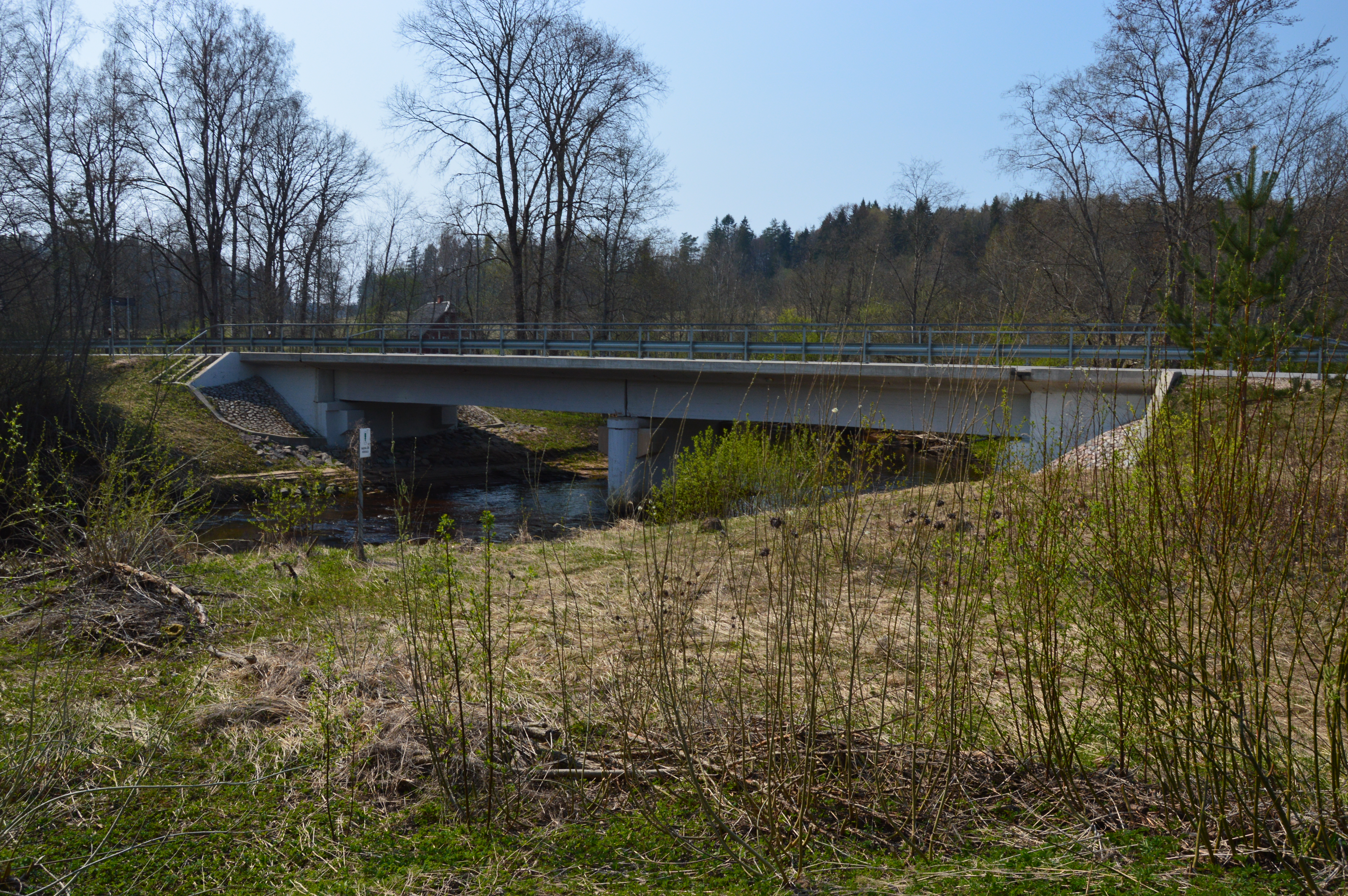
Мост Вастсе-Рооза
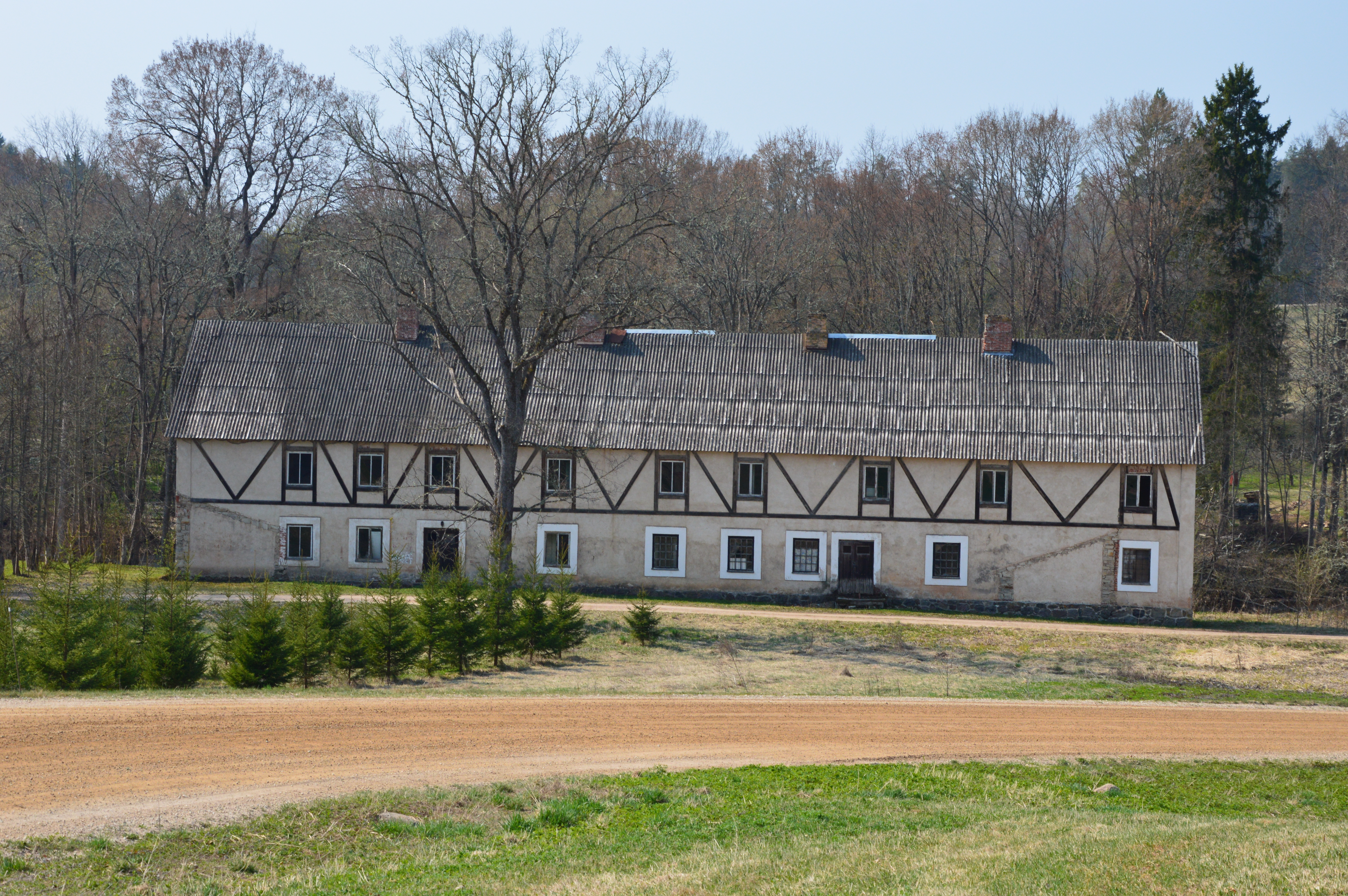
Дом работников бывшей мызы Ней-Розен
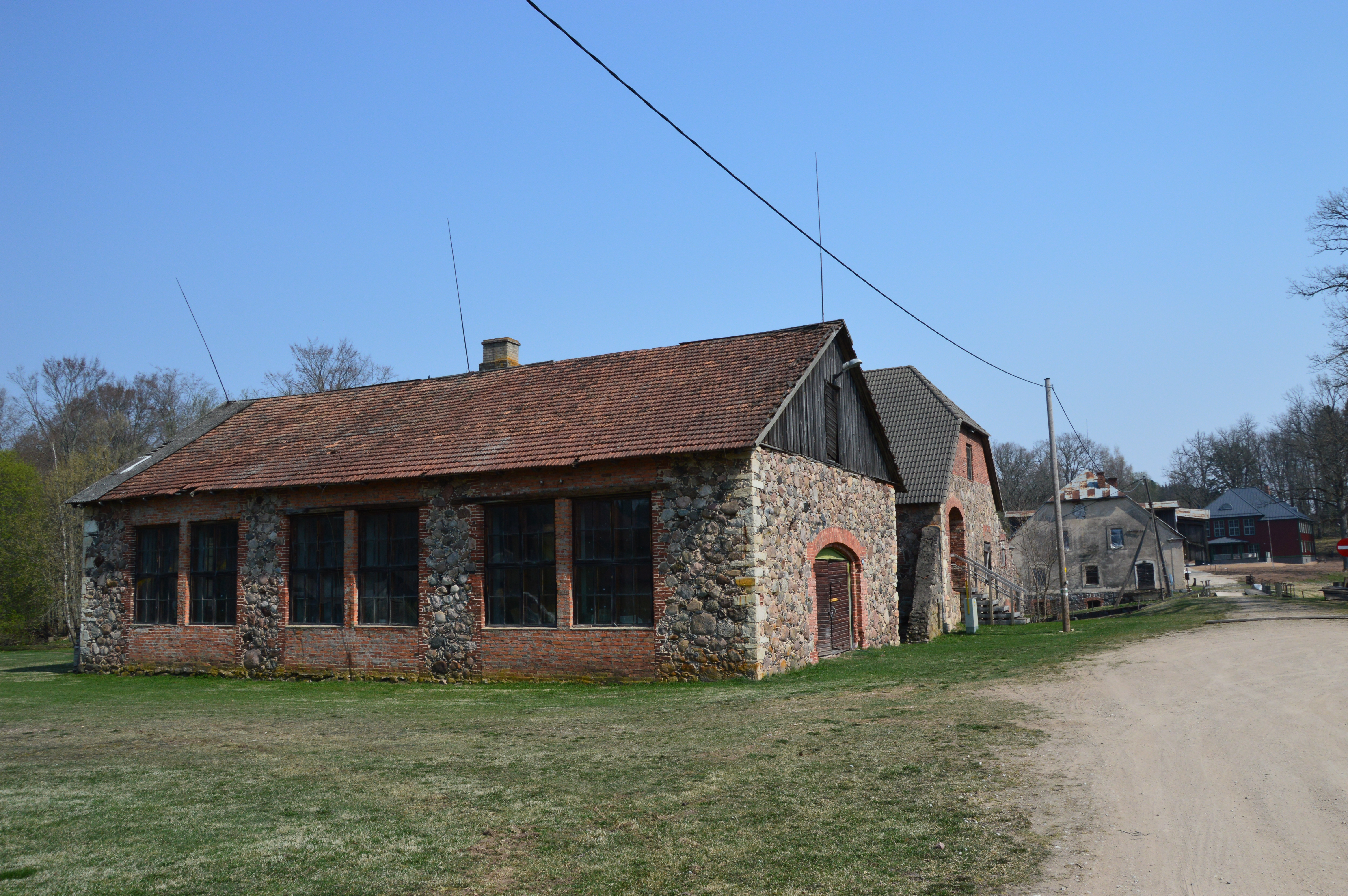
Строение мызы Ней-Розен
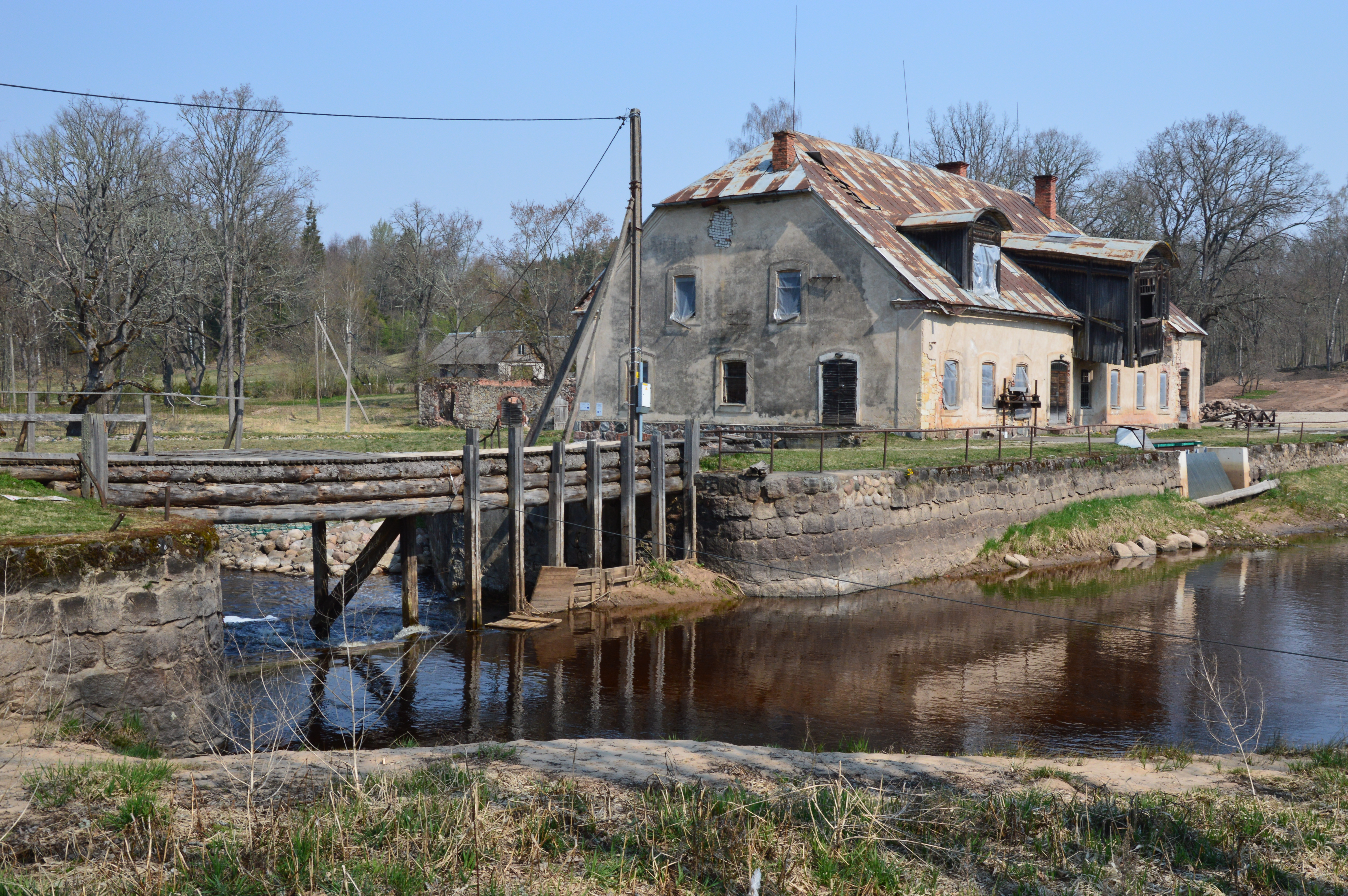
Водяная мельница
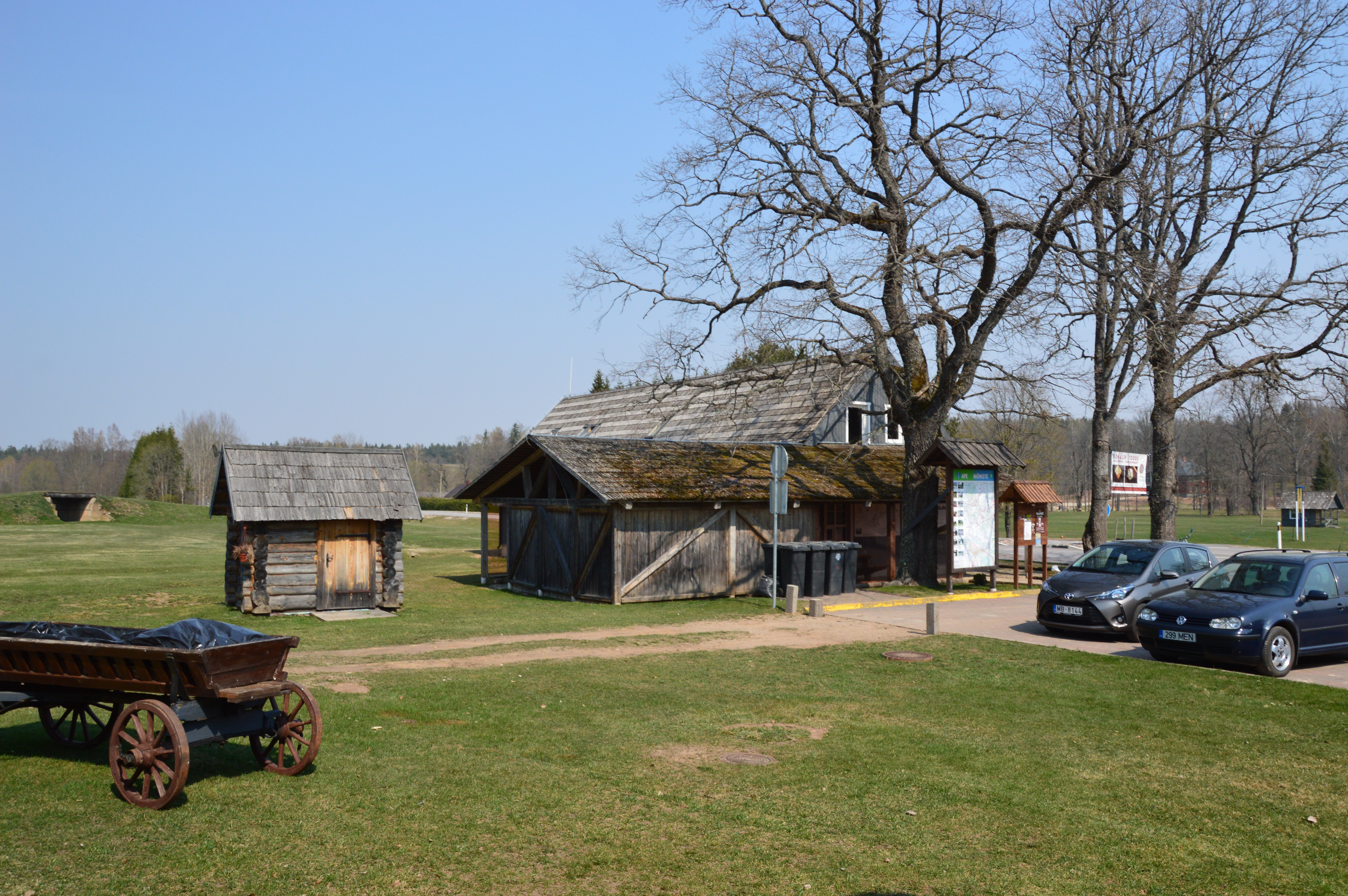
Хутор Метсаталу
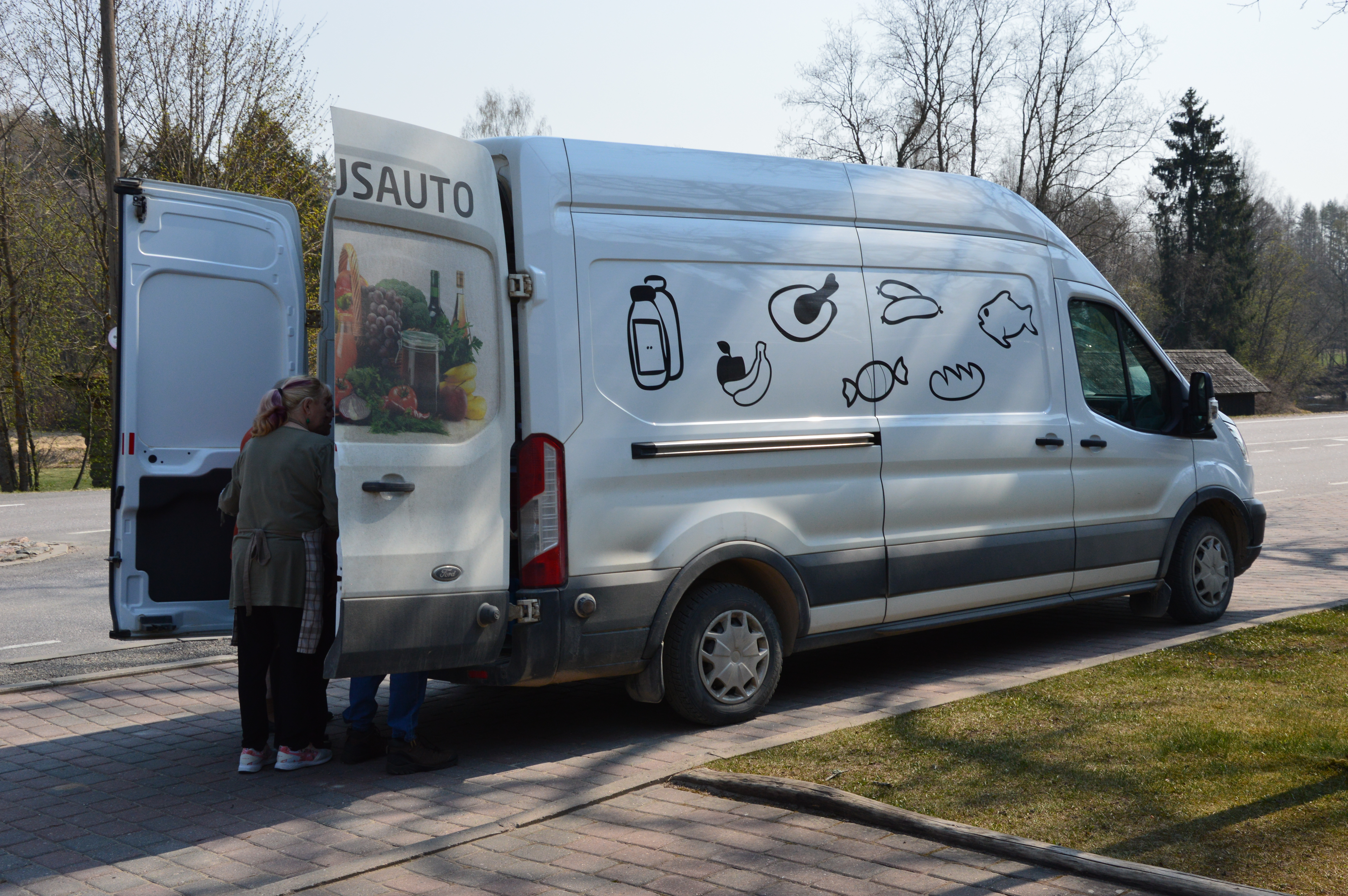
Автолавка в деревне, 2019 год
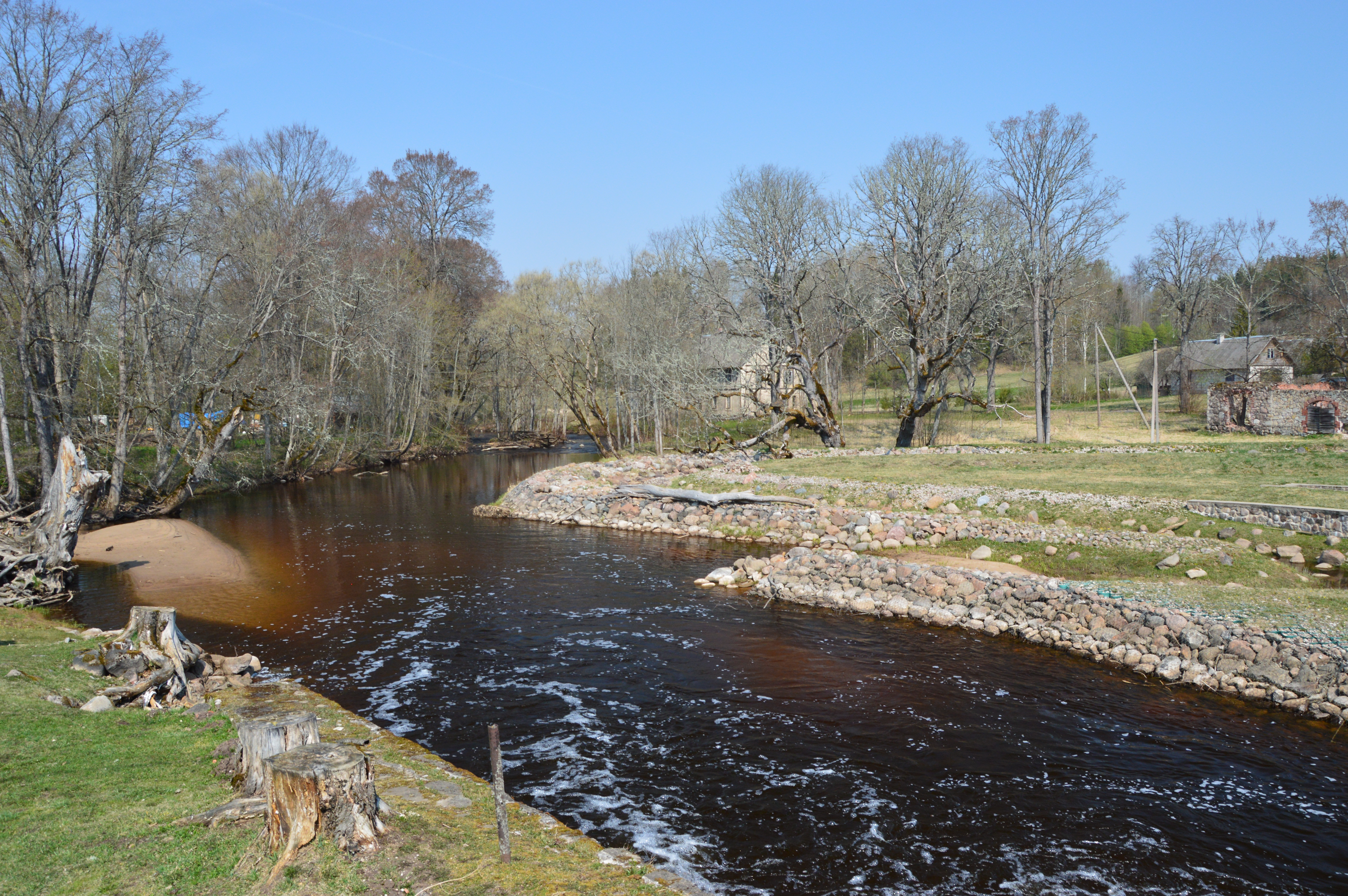
Река Вайдва
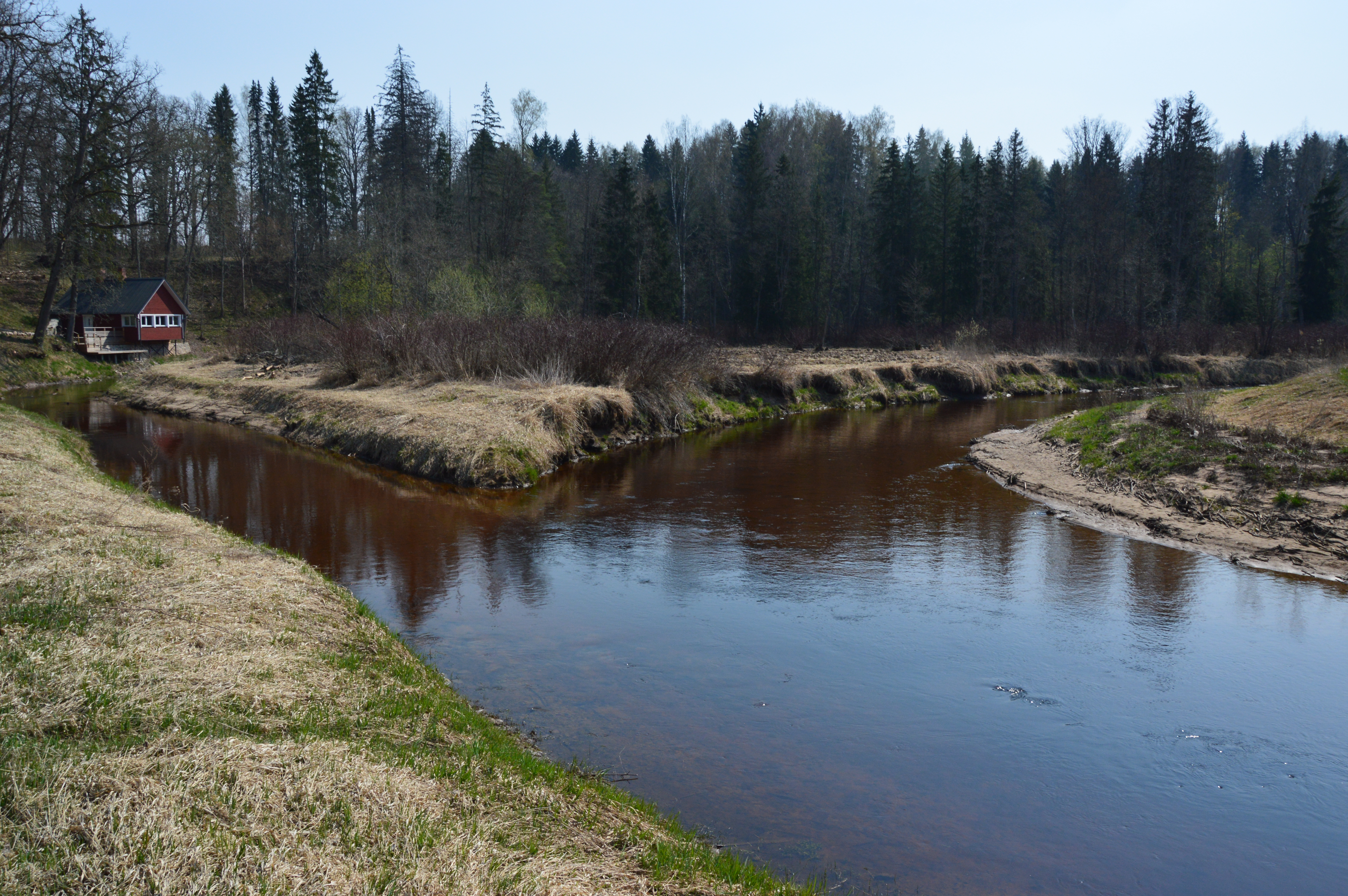
Пруд Вастсе-Рооза

## Комментарии
1. ↑  Эстонские топонимы, оканчивающиеся на -а, не склоняются и не имеют женского рода (исключение — Нарва)[8].